# Oldebroek
Oldebroek est une commune et un village néerlandais, situé en province de Gueldre.